# Paul Krause (Politiker, 1905)
Paul Krause (* 27. Dezember 1905 in Glogau, Niederschlesien; † 18. Oktober 1950 in Lippstadt) war ein deutscher Politiker der Zentrumspartei.
Krause arbeitete als Journalist und war von 1926 bis 1933 in der Zentrumspartei aktiv. Nach der Kriegsgefangenschaft siedelte er sich in Lippstadt/Westfalen an und arbeitete wieder beim Zentrum mit. Er gehörte unter anderem dem Zonen-Vertriebenen-Ausschuss an. Bei den Kommunalwahlen 1948 wurde er Mitglied des Stadtrats von Lippstadt und gleichzeitig Kreistagsabgeordneter und Mitglied des Kreisausschusses.  Dem Deutschen Bundestag gehörte Krause seit der ersten Wahl 1949 bis zu seinem Tode an.